# Teodor Jarczuk
Teodor Jarczuk (uk. Теодор Ярчук, ur. 25 maja 1896 w Iwankowie, zm. 1941 w Stanisławowie) – ukraiński duchowny ewangelicki, pastor i lider Ukraińskiego Kościoła Ewangelickiego Augsburskiego Wyznania działającego na terytorium Rzeczypospolitej Polskiej w latach 1925-1939.
Pochodził z ukraińskiej rodziny wyznania greckokatolickiego. W czasach monarchii austro-węgierskiej jego ojciec, Jan Jarczuk, był wójtem w powiecie tarnopolskim Królestwa Galicji i Lodomerii.
Teodor Jarczuk ukończył gimnazjum w Tarnopolu, a następnie rozpoczął przygotowania do przyjęcia święceń kapłańskich w obrządku bizantyjsko-ukraińskim. W tym celu podjął studia teologiczne w Collegium Ruthenicum w Rzymie. Po zakończeniu formacji w Rzymie nie zdecydował się jednak na służbę duszpasterską w Kościele katolickim. Pod wpływem osobistych doświadczeń i przemyśleń przeszedł z katolicyzmu na luteranizm. Dużą rolę w tej decyzji odegrały plany małżeństwa z ewangeliczką jak również spotkanie z superintendentem Kościoła Ewangelickiego Augsburskiego i Helweckiego Wyznania w Małopolsce, Theodorem Zöcklerem.
Jarczuk odbył studia teologiczne w Niemczech na uniwersytetach w Tybindze i Erlangen, a po powrocie w rodzinne strony zamieszkał w Stanisławowie, gdzie zorganizował jeden z pierwszych zborów luterańskich rytu bizantyjskiego w Polsce. Jako gruntownie wykształcony duchowny został liderem i współorganizatorem Ukraińskiego Kościoła Ewangelickiego Augsburskiego Wyznania. W latach 1929–1933 przetłumaczył na język ukraiński kilka dzieł luterańskich w tym Mały Katechizm oraz wydał kilka broszur teologicznych i religioznawczych. W 1933 roku ukończył prace nad przystosowaniem liturgii bizantyjskiej Jana Chryzostoma do nauk teologii ewangelickiej i opublikował mszał Ukraińskiego Kościoła Ewangelickiego Augsburskiego Wyznania.
Teodor Jarczuk został aresztowany przez NKWD w 1939 roku po zajęciu polskiej części Ukrainy przez wojska Armii Czerwonej. Zginął przez rozstrzelanie w 1941 roku.